# Exorista humilis
Exorista humilis là một loài ruồi trong họ Tachinidae.